# Šúsaku Nišikawa
Šúsaku Nišikawa (* 18. června 1986) je japonský fotbalista.

## Reprezentační kariéra
Šúsaku Nišikawa odehrál 31 reprezentačních utkání. S japonskou reprezentací se zúčastnil Mistrovství světa 2014.

## Statistiky
| Japonsko | Japonsko | Japonsko |
| Roky     | Záp.     | Góly     |
| -------- | -------- | -------- |
| 2009     | 1        | 0        |
| 2010     | 2        | 0        |
| 2011     | 4        | 0        |
| 2012     | 1        | 0        |
| 2013     | 4        | 0        |
| 2014     | 3        | 0        |
| 2015     | 8        | 0        |
| 2016     | 8        | 0        |
| Celkem   | 31       | 0        |